# Семюел Фредерік Грей
Семюел Фредерік Грей (англ. Samuel Frederick Gray; 1766-1828) — британський біолог, міколог та фармаколог. Батько відомих зоологів Джона Едварда Грея та Джорджа Роберта Грея.

## Біографія
Народився 10 грудня 1766 року в Лондоні в сім'ї торговця насінням Семюела Грея (1739—1771) і Френсіс Вейд Грей. Батько помер, коли Семюелу було 4 роки, хлопчик виховувався дядьком, Едуардом Вітекером Греєм (1748—1806). Він ріс слабким, часто хворів і навіть вважався розумово відсталим, навчився говорити і читати тільки в 10-11-річному віці. Однак мати Семюела всіляко намагалася навчати сина, і самого Грея значно цікавили природничі науки. Він зміг вивчити грецьку та латинську мови, хотів вчитися на лікаря в Лондоні, проте не зміг поступити.
Кілька років Грей самостійно займався вивченням ботаніки та лікарської справи, також деякий час працював у редакції журналу «British Critic», який займався висвітленням позиції Великої Британії до Великої французької революції. У 1794 році одружився з Елізабет Форфейт (1777—1852), після чого вони переїхали до міста Волсолл. Там Грей заснував хімічну лабораторію, познайомився з хіміками Джозефом Блеком і Джозефом Прістлі.
З 1800 року Грей жив у Лондоні, деякий час працював секретарем хіміка Чарльза Гатчета. У 1806 році переїхав до Челсі. Працював асистентом Вільяма Кертіса і Вільяма Солсбері. Близько 1812 року разом з сином Джоном Едвардом переїхав у Воппінг (Тауер-Гемлетс), де придбав аптеку. Близько 1816 року Грей переїхав у Голборн.
Грей залишив численні роботи з ботаніки і фармакології, деякі — в співавторстві з Джоном Едвардом. Зокрема, «Природна класифікація британських рослин» (англ. A natural arrangement of British plants; 1821) — одна з перших англомовних робіт, заснованих на класифікації Жюссье. Джон Едвард згодом неодноразово заявляв, що більшу частину роботи по створенню цієї книги проробляв він сам.
В останні роки життя Грей працював над посібниками з фармакології. Найбільшим значенням для науки мають Elements of Pharmacy (1823) і The Operative Chemist (1828). Помер Грей 12 квітня 1828 року, не встигнувши побачити останню книгу в надрукованому вигляді.